# Mnemosyne philippina
Mnemosyne philippina är en insektsart som beskrevs av Stsl 1870. Mnemosyne philippina ingår i släktet Mnemosyne och familjen kilstritar.
Artens utbredningsområde är Filippinerna. Inga underarter finns listade i Catalogue of Life.